# حصار الإسكندرية (1167)
حصار الإسكندرية حصار وقع في صيف عام 1167، أثناء الغزو الصليبي الثالث لمصر، عندما حاصر الصليبيون من مملكة القدس مدينة الإسكندرية الساحلية، والتي كانت اسميًا جزءًا من الخلافة الفاطمية ولكن احتلها صلاح الدين نيابة عن عمه شيركوه. وعلى الرغم من قلة عدد القوات التي كانت معه والدعم المشكوك فيه من جانب الإسكندريين، تمكن صلاح الدين من الصمود في الحصار لمدة ثلاثة أشهر، حتى بدأ الطعام ينفد. عند هذه النقطة رتب شيركوه تسوية تفاوضية، والتي شهدت تسليم الإسكندرية إلى الوزير الفاطمي شاور، وغادر كل من الصليبيين وقوات شيركوه الزنكية مصر بعد دفع الجزية من الخزانة الفاطمية.